# Amanaderos
Amanaderos es un paraje natural de Riodeva en la comarca Comunidad de Teruel, Provincia de Teruel (Comunidad Autónoma de Aragón, España). 
El espectacular barranco de Amanaderos es un afluente del Río Eva, que a su vez vierte sus aguas al río Guadalaviar o Turia por su margen izquierda. Junto al Salto de las Yegüas, accediendo por Riodeva, existe una zona de aparcamiento y una mesa de interpretación del paraje, realizada en 2002 por Juan José Barragán para la Comarca de Teruel.
En la parte final del Barranco, accesible por el Camino de la Vega desde Riodeva, se encuentra el CIREA, "Centro de Interpretación del Río Eva y Los Amanaderos", un proyecto realizado en 2012 por Juan José Barragán para el Ayuntamiento de Riodeva, que está situado en el paraje donde se encuentra el Molino Montereta, el salto de su nombre y su balsa. Este molino aprovechaba antiguamente una de las caídas del agua, y está situado en plena montaña. 

## Ubicación y características
Los Amanaderos constituyen una singular zona  fluvial de montaña situada  al este de Riodeva, en las estribaciones del Macizo de Javalambre, a unos 1500-1800 m de altitud. El nombre alude a un espectacular nacimiento de agua, lugar donde mana o surge el agua, pues «existen numerosas fuentes y nacimientos de agua de gran belleza». Estos nacimientos alimentan un pequeño cauce denominado río Eva -afluente del Guadalaviar por la izquierda-: a la altura de las Casas de Angelina, entre Libros y Torrealta. El curso del río es muy quebrado, precipitándose mediante 13 saltos de agua, catalogados en 2012 por Juan José Barragán, a través de los cuales el río desciende 500 metros en sólo kilómetro y medio de recorrido.
En el hidrónimo «Deva» se ha querido ver una alusión a las deidades prerromanas del agua, de índole indoeuropea, lo cual resulta razonable en el contexto del paraje de Los Amanaderos, donde abunda este elemento. Según la mitología griega y romana, en estos lugares de agua habitaban las ninfas de los ríos (potámides) y las fuentes (náyades), así como de las grutas y montañas (oréades) y de los bosques (dríades). En la Hispania céltica las ninfas de los ríos y fuentes se denominaban xanas o hadas. Sea como fuere, el conjunto de mitos, ritos y tradiciones de una cultura (la mitología) enfoca una cierta visión o interpretación del mundo, además de ser muy hermosas:

«Gran parte del trayecto del río Deva (22 km de largo) sirve de frontera geográfica y política entre Teruel por Aragón con la comarca del Rincón de Ademuz por Valencia. La porción más interesante del río Deva está en los diez primeros kilómetros de su curso: entre su nacimiento y el Molino de Montereta. Se ha querido ver el nacimiento del río bajo una roca rodena que hay poco más arriba de Los Amanaderos, pero este punto es solo uno más de los lugares donde mana el agua. Geomorfológicamente, el terreno por donde discurre el curso de agua es una mezcla de arenisca férrica (rojiza) y toba calcárea (grisácea) de origen Mesozoico modificado por la Orogenia Alpina y los fenómenos glaciares posteriores».
Riodeva, pueblo de Teruel, Alfredo Sánchez Garzón

Propiamente, los Amanaderos son el resultado del trabajo del agua a su paso por los diferentes estratos, que ha creado un paisaje abrupto de gran belleza formal. Se identifican trece escalones fluviales (cascadas), siendo el mayor de 48 metros de altura –lo que explica el fuerte desnivel: 500 metros en poco más de 5 kilómetros-. En las márgenes del río Deva abundan los árboles caducifolios como el sauce blanco (Salix alba), mientras que en las laderas de ambas márgenes crecen variedad de quercus y enebros (Juniperus communis). A más altitud pueden observarse pinos, con predominio del laricio o negral (Pinus nigra). Por encima de estas variedades crece el pino silvestre (Pinus sylvestris), las cotas más altas son el reino del pino negro (Pinus uncinata). En las cumbres la vegetación se limita a las especies rastreras de sabina (Juniperus sabina) y diversas variedades endémicas: Sideritis, Verónica Javalabrensis, etc.
Las caídas de agua más espectaculares se hallan al comienzo de los Amanaderos, inmediatamente por debajo de la zona de aparcamiento. El primer salto se denomina Salto de las Yeguas –Madoz ya lo cita con este nombre a mediados del siglo XIX-, posee 22 metros de caída y discurre sobre tobas calcáreas, una piedra frágil que ha favorecido la aparición de una abrupta y espectacular cascada. La segunda se denomina Cascada de las Ninfas (también, Cascada del Rincón de las Ninfas), tiene 24 metros de caída, está poco más abajo y discurre entre piedras areniscas (areniscas férricas), un estrato mucho más duro que el tobáceo y que ha permitido cataratas escalonadas hasta un plácido remanso final rodeado de chopos. Otras cascadas son la Caída de San Lorenzo, de 48 metros, y el Salto de los Carlistas, de 3 metros de caída. Este trabajo de catalogación fue realizado por Juan José Barragán en el año 2011 con motivo de la realización del CIREA.
Sin embargo en el estudio de investigación realizado en 2012 para el CIREA, el profesor Juan José Barragán encontró la denominación medieval de Riodeva, fundada por Pedro Pérez, su primer tenente, y el nombre original del río: la población se llamaba "Cuevas de Eva", y el río, tal cual, "Río de Eva", si bien Los Amanaderos es un afluente de este río por su margen izquierda. Es evidente, por tanto, que de este nombre fundacional se deriva el actual de Riodeva: Río-de-Eva.
Al final del paraje y antes de llegar a la villa de Riodeva, encontramos una balsa y el «Molino de Montereta», donde se instaló el «Centro de Interpretación del Río Eva y Los Amanaderos» (CIREA), en 2012, realizado por el museólogo Juan José Barragán para el Ayuntamiento de Riodeva con fondos de la UE, junto a la restauración e interpretación del propio Molino Montereta, que da nombre al salto existente junto al mismo.

## Acceso y actividad deportiva
El acceso a este paraje se aconseja por cercanía y facilidad desde Riodeva, pudiendo realizarse por distintos medios -caminando, en bicicleta y moto de montana, incluso en turismo-; también puede accederse desde Camarena de la Sierra, teniendo en cuenta que en ambos casos de trata de pistas forestales.
Puede hacerse senderismo a través del tramo de Riodeva en el GR-8 y barranquismo, pues en los Amanaderos  hay también zonas «aptas para el descenso de barrancos». Asimismo, en la red de senderos de pequeño recorrido -llamada Entre Sierras- pueden incluirse dos ramificaciones del PR-6: «la ruta de la Vega del Turia o PR TE-47, que desde Castralvo baja a Villaspesa y Villastar para volver a subir de nuevo a Cubla, y la ruta de la Sierra de Santa Bárbara o PR TE-46, entre Valacloche y Riodeva, que pasa por Cascante del Río y que puede prolongarse a su vez en Riodeva por la ruta Circular de Los Amanaderos, uno de los rincones más estupendos de toda la provincia».

## Galería

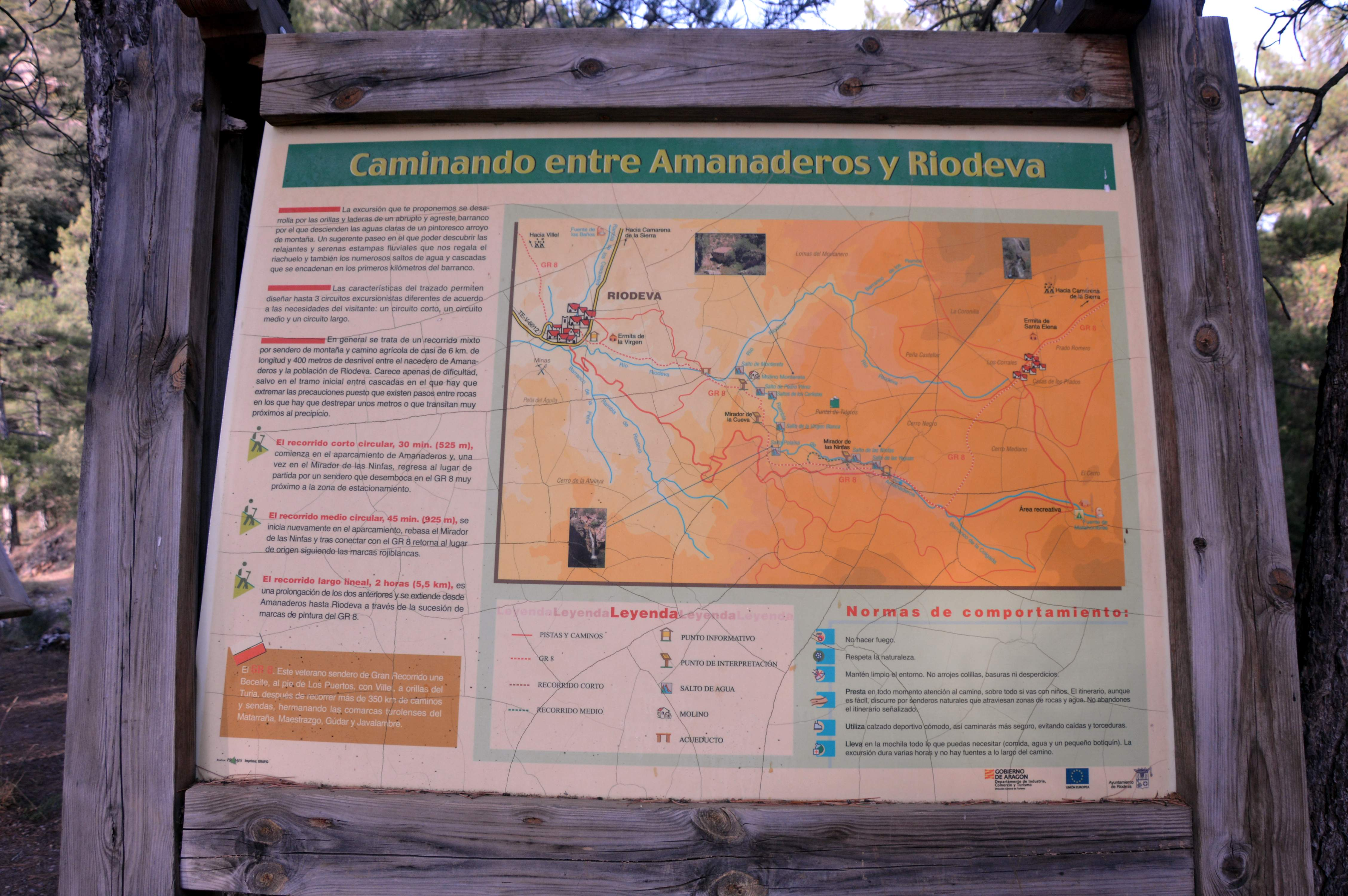
Panel informativo en el camino de acceso al paraje Los Amanaderos de Riodeva (Teruel), 2017.
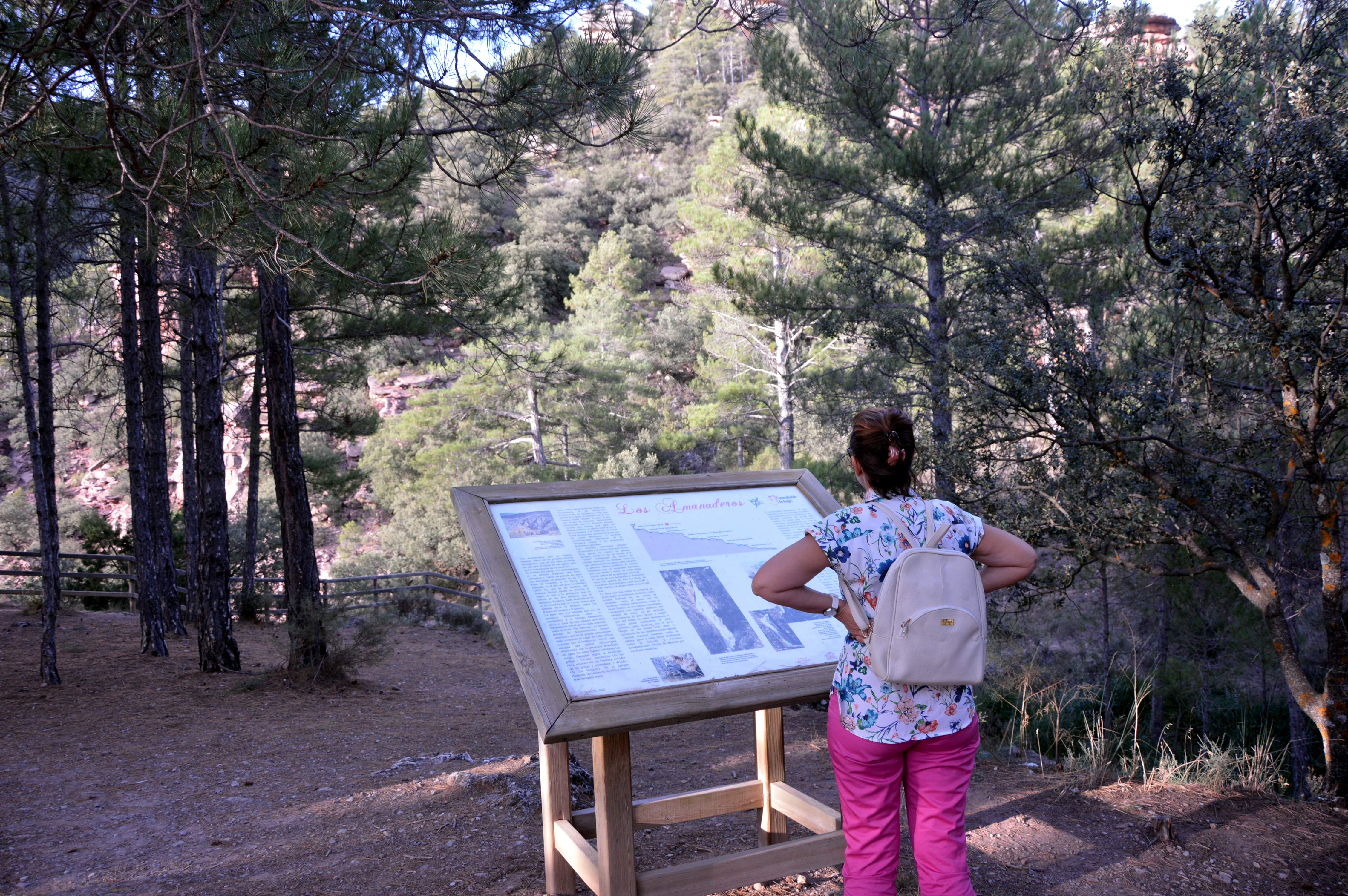
Panel informativo realizado por Juan José Barragán en el punto de interpretación del paraje Los Amanaderos de Riodeva (Teruel), 2017.
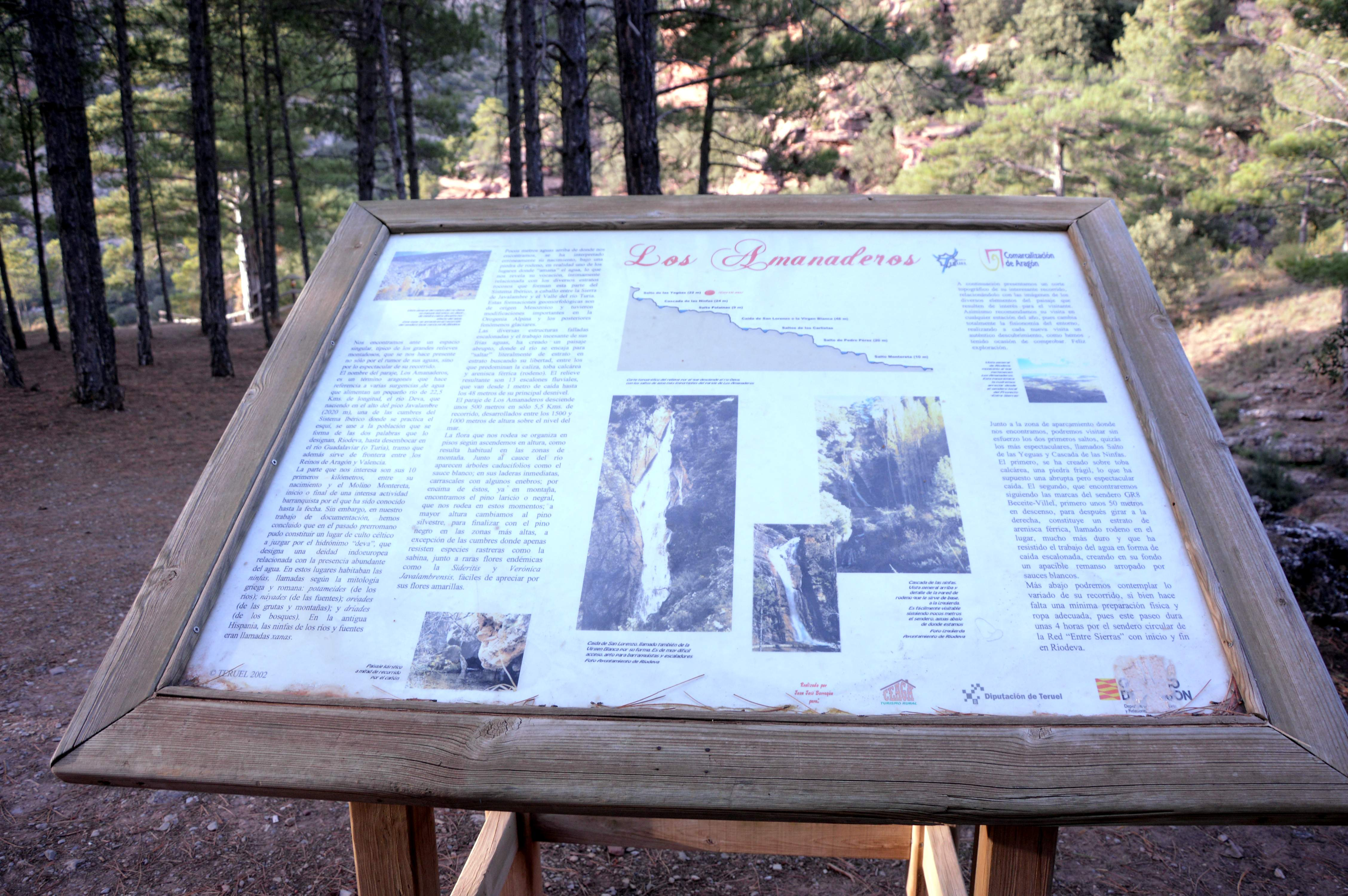
Panel informativo realizado por Juan José Barragán en el punto de interpretación del paraje de Los Amanaderos de Riodeva (Teruel), 2017.
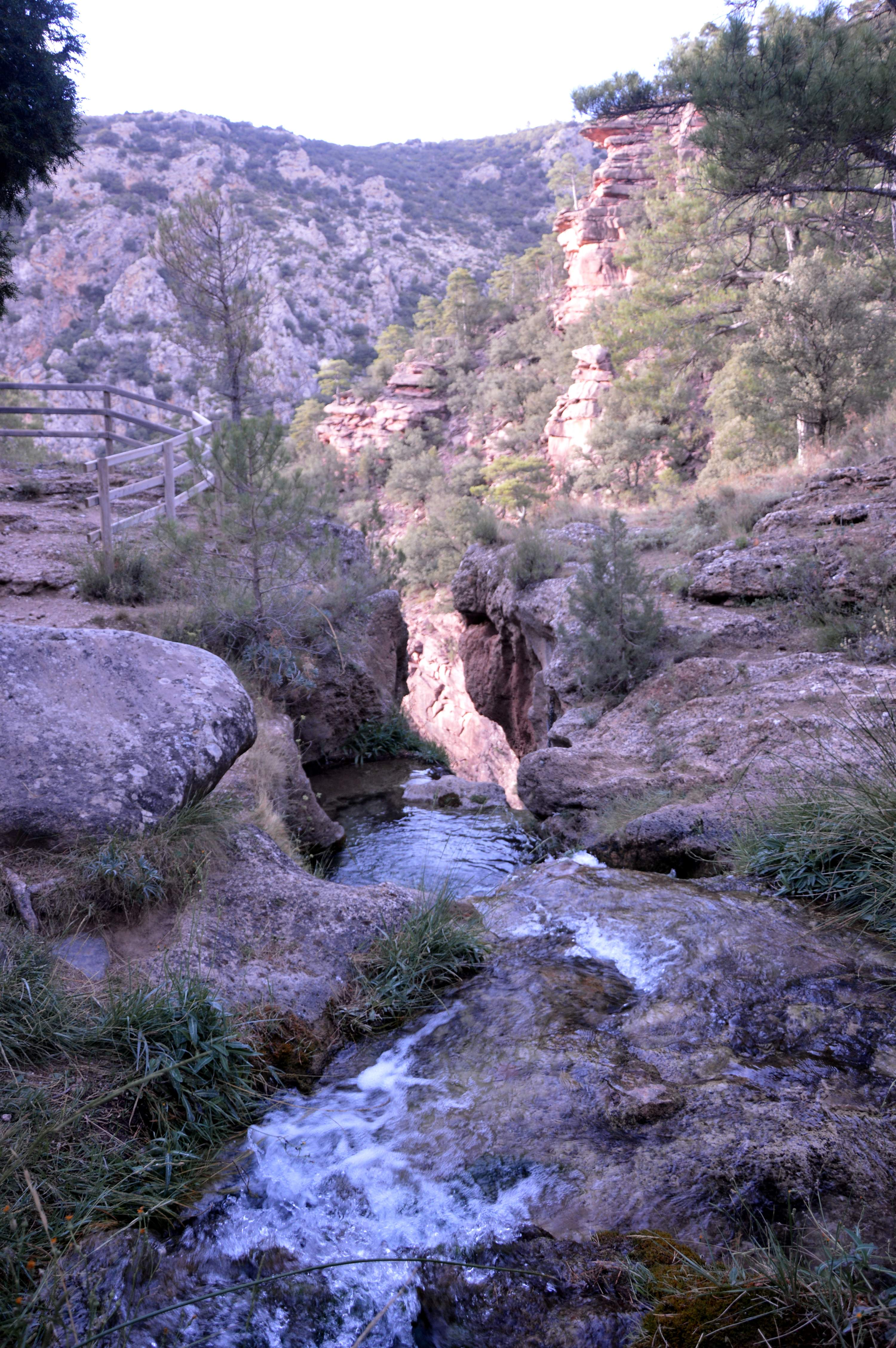
Paisaje fluvial al comienzo del paraje Los Amanaderos de Riodeva (Teruel), 2017.
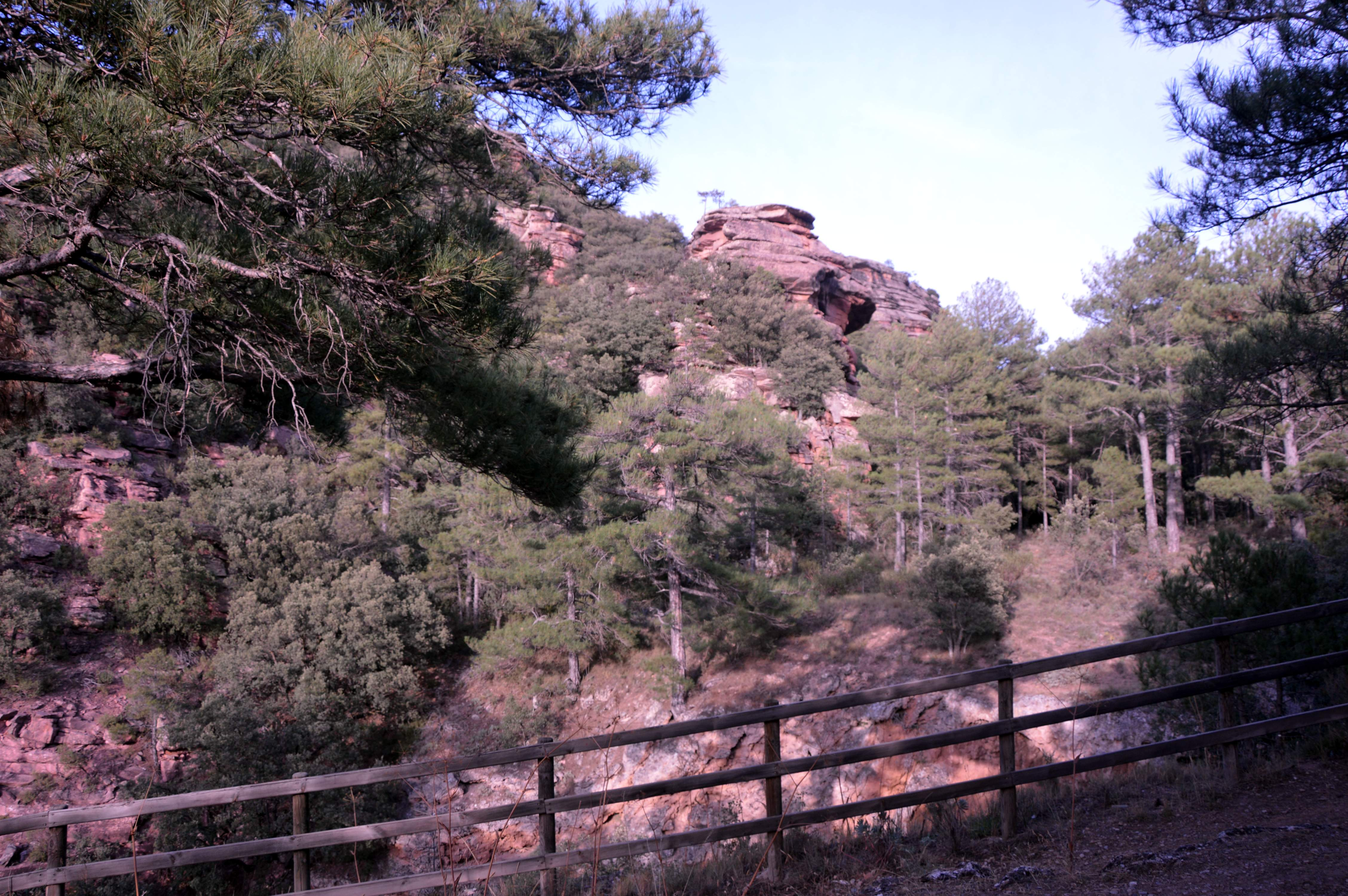
Paisaje de montaña en el paraje Los Amanaderos de Riodeva (Teruel), 2017.
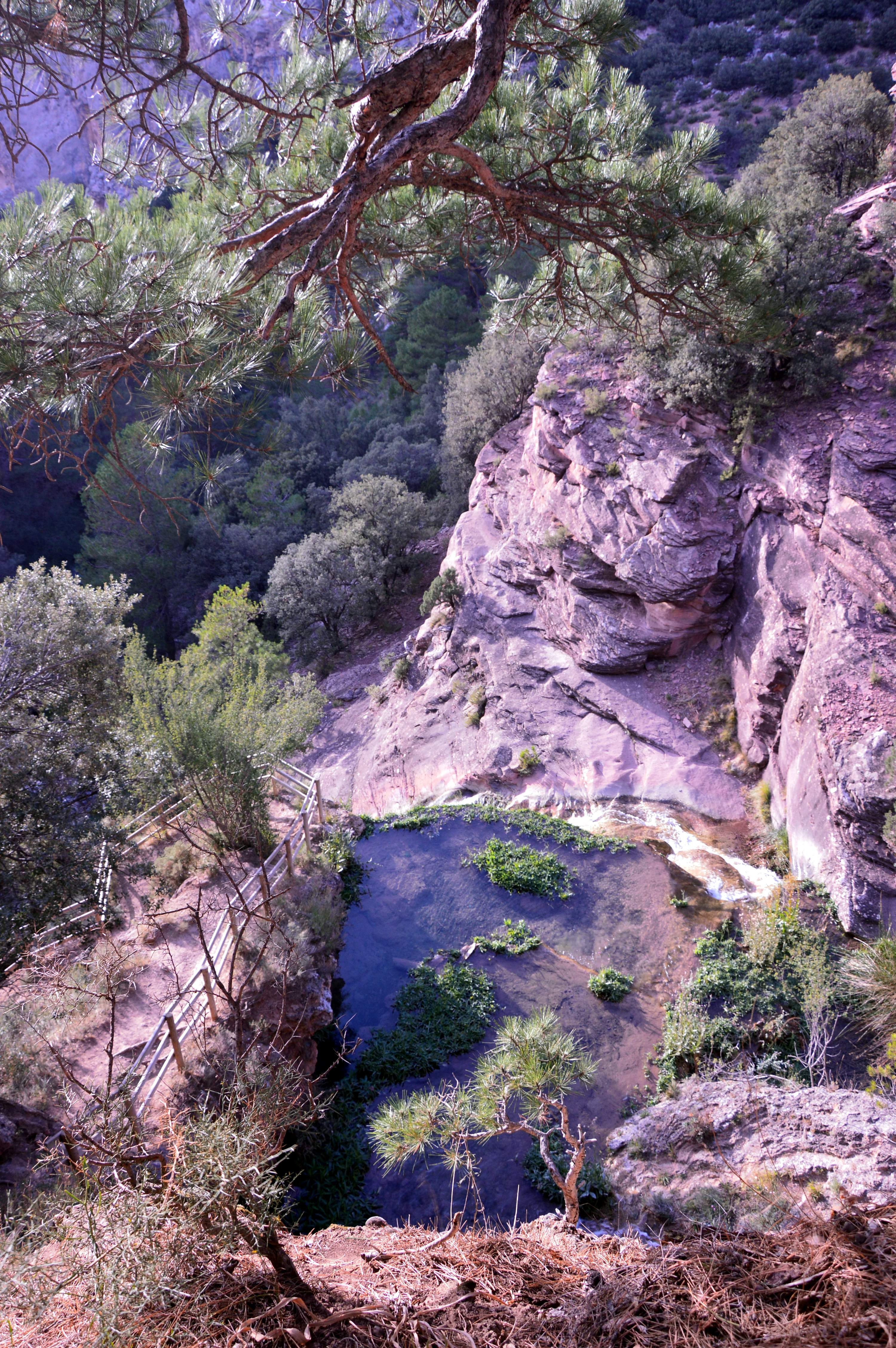
Paisaje fluvial al comienzo del paraje Los Amanaderos de Riodeva (Teruel), 2017.
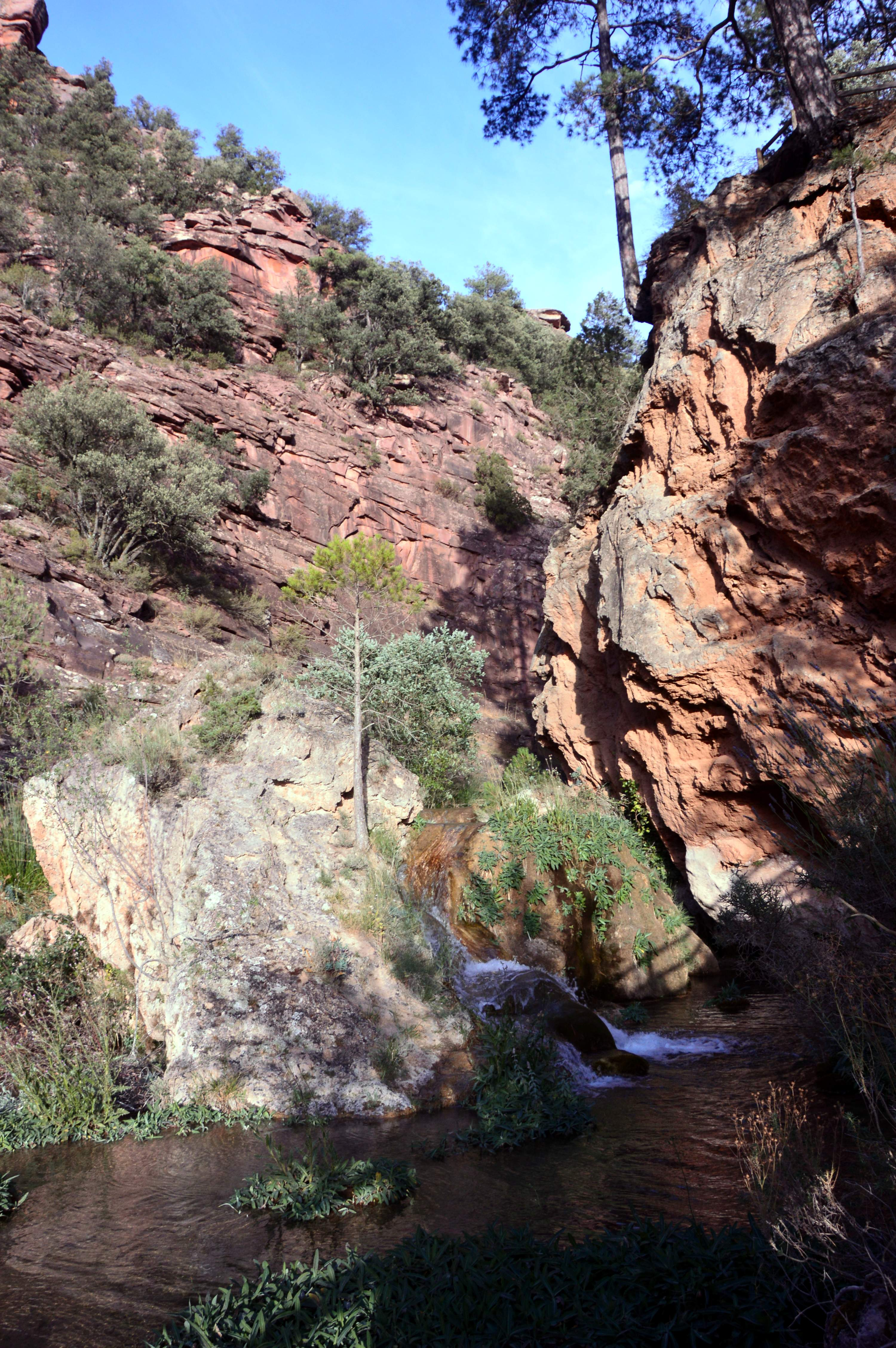
Paisaje fluvial al comienzo del paraje Los Amanaderos de Riodeva (Teruel), 2017.
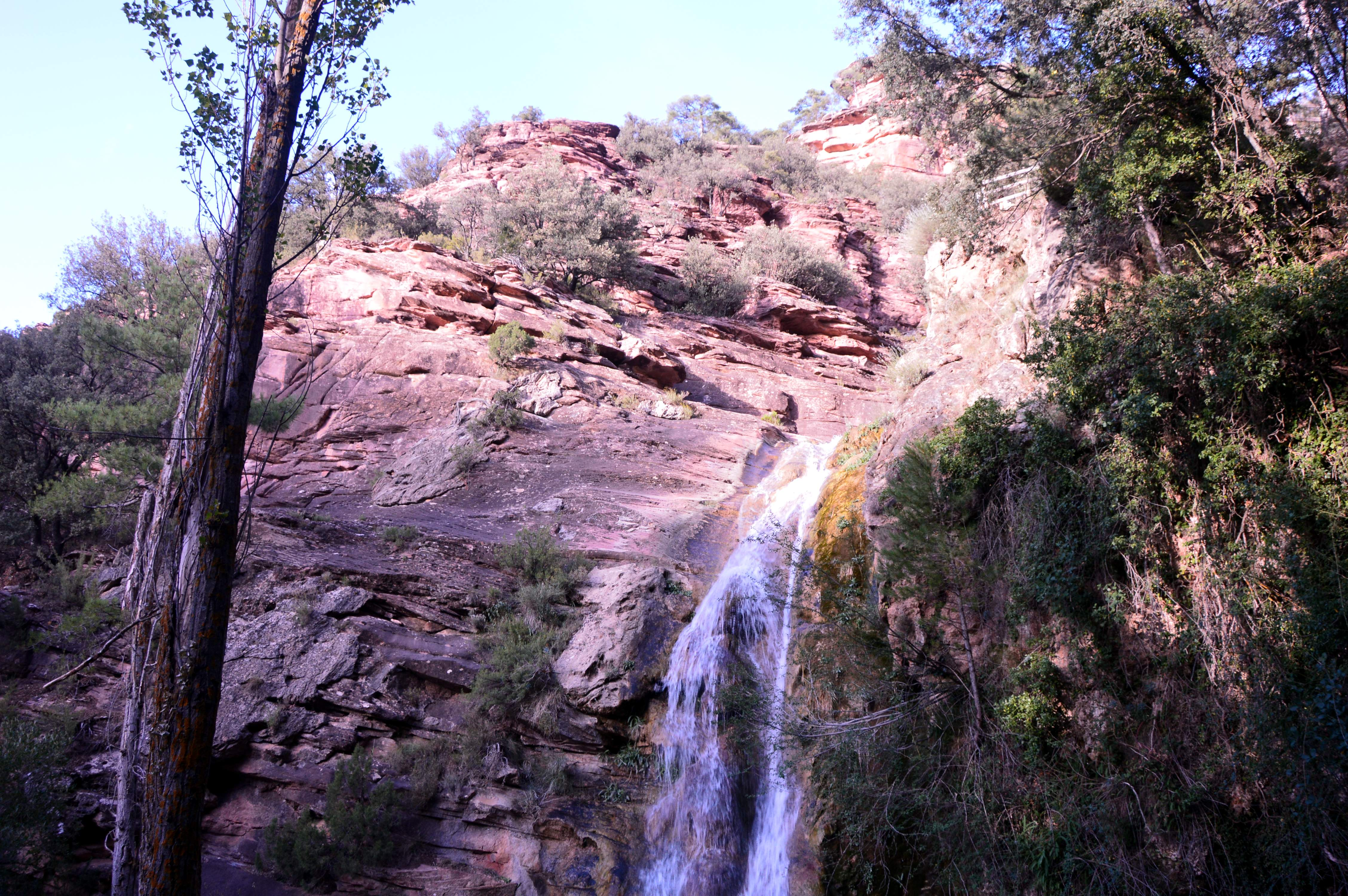
Paisaje fluvial en el paraje Los Amanaderos de Riodeva (Teruel), detalle de la «Cascada de las Ninfas» (2017).
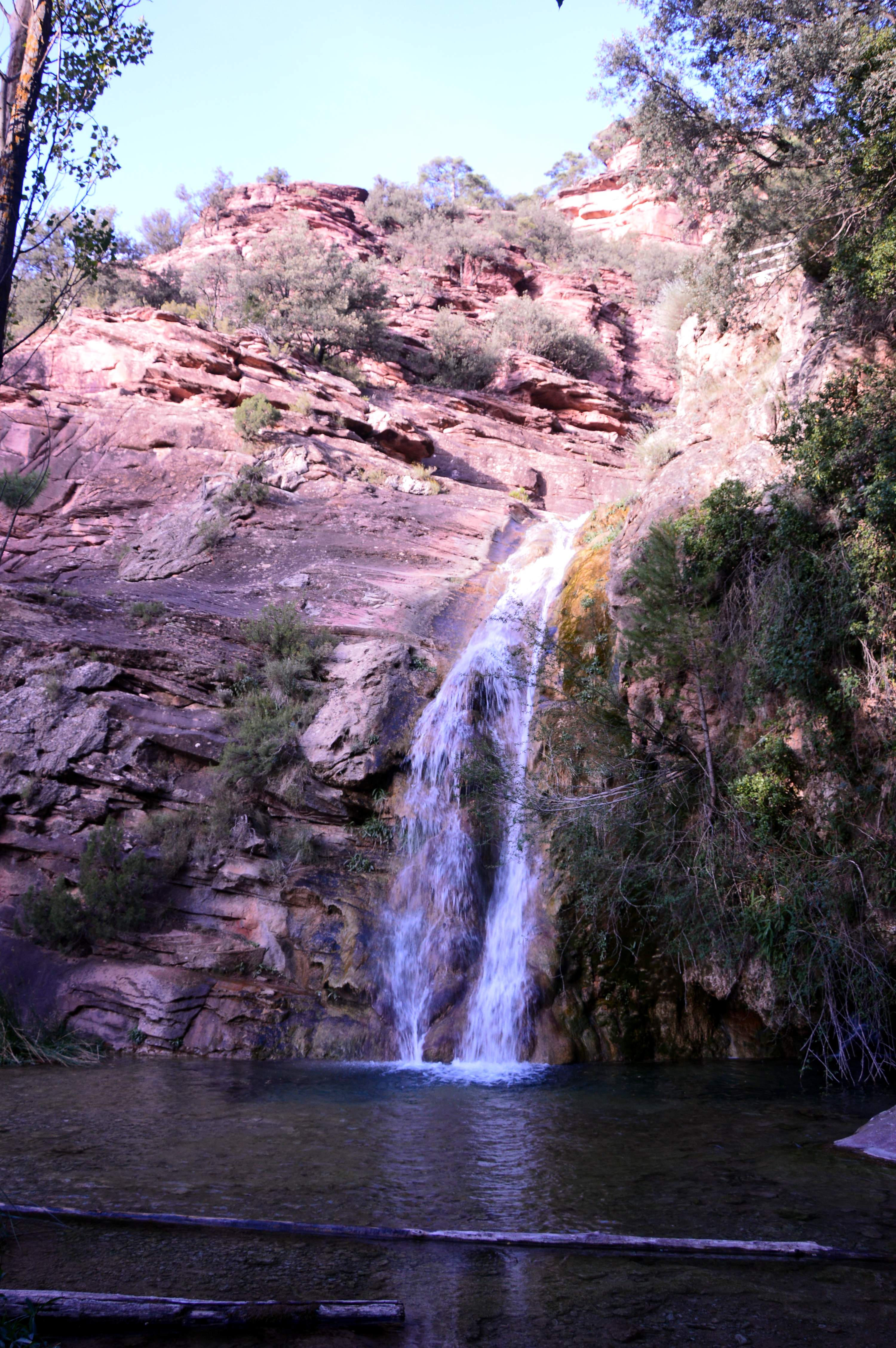
Paisaje fluvial en el paraje Los Amanaderos de Riodeva (Teruel), relativo a saltos y cascadas (2017).
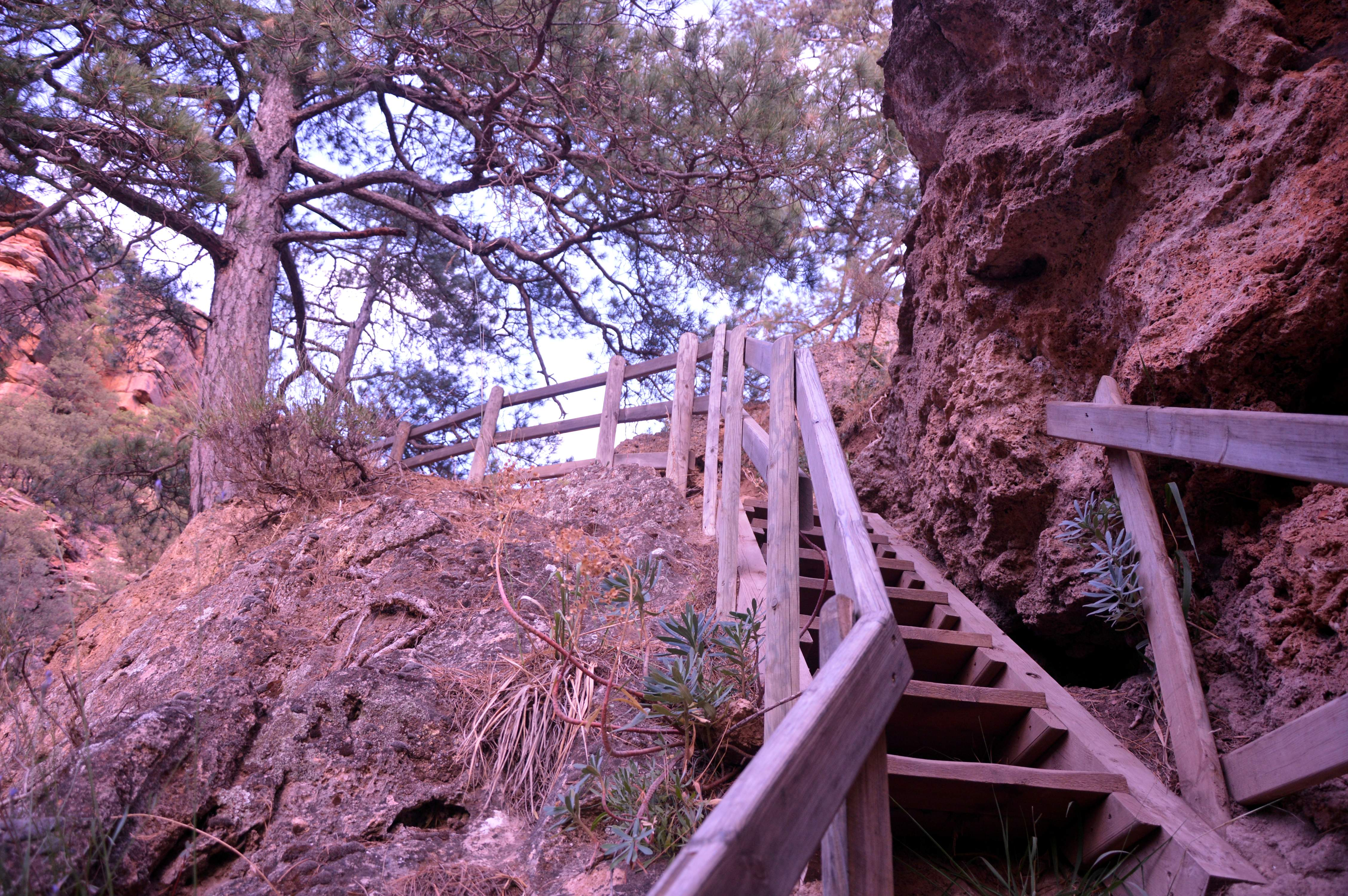
Paisaje de montaña en el paraje Los Amanaderos de Riodeva (Teruel), detalle de tramo de escaleras (2017).
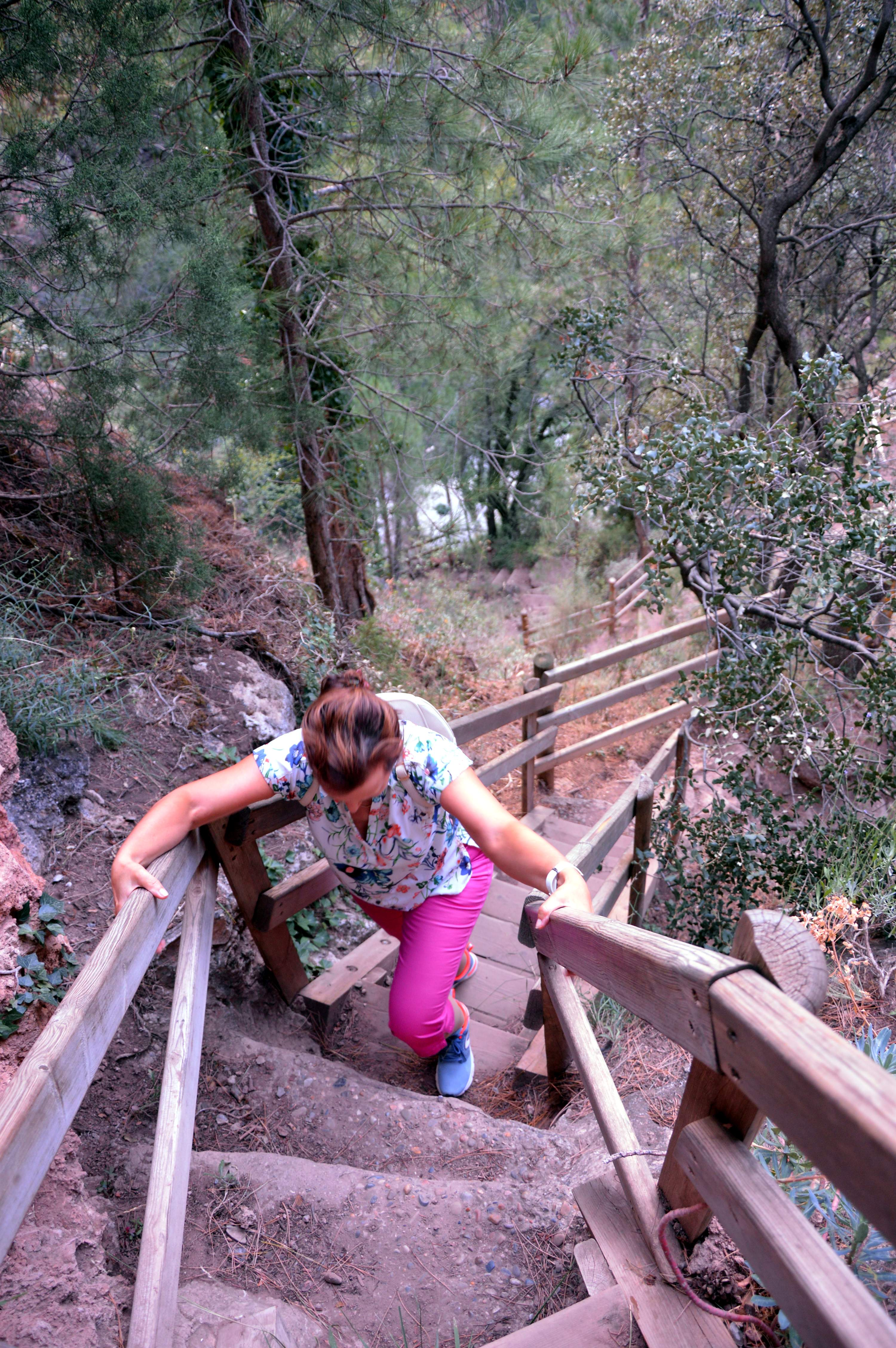
Paisaje de montaña en el paraje Los Amanaderos de Riodeva (Teruel), detalle de tramo de escaleras (2017).
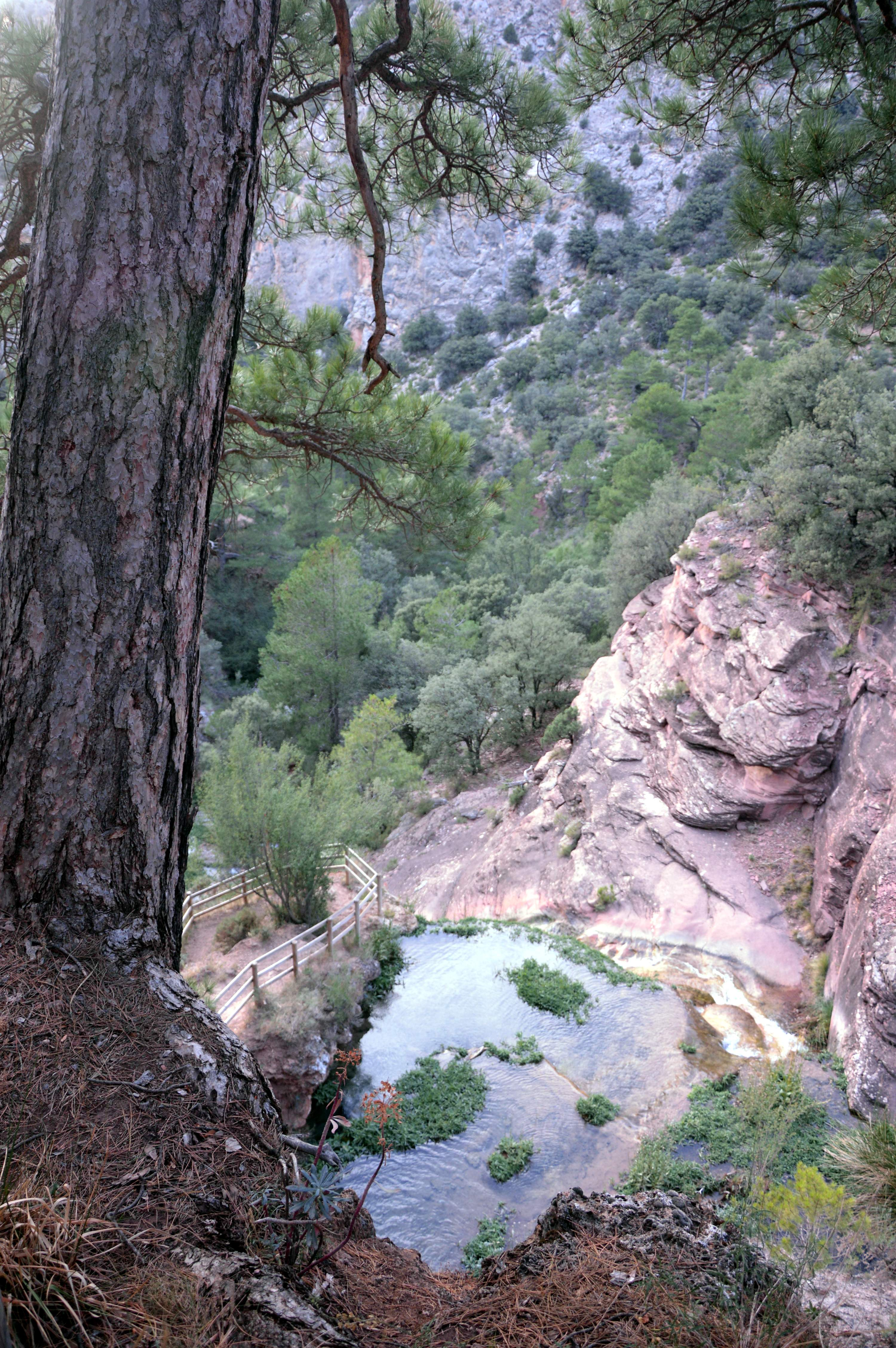
Paisaje fluvial en el paraje Los Amanaderos de Riodeva (Teruel), 2017.
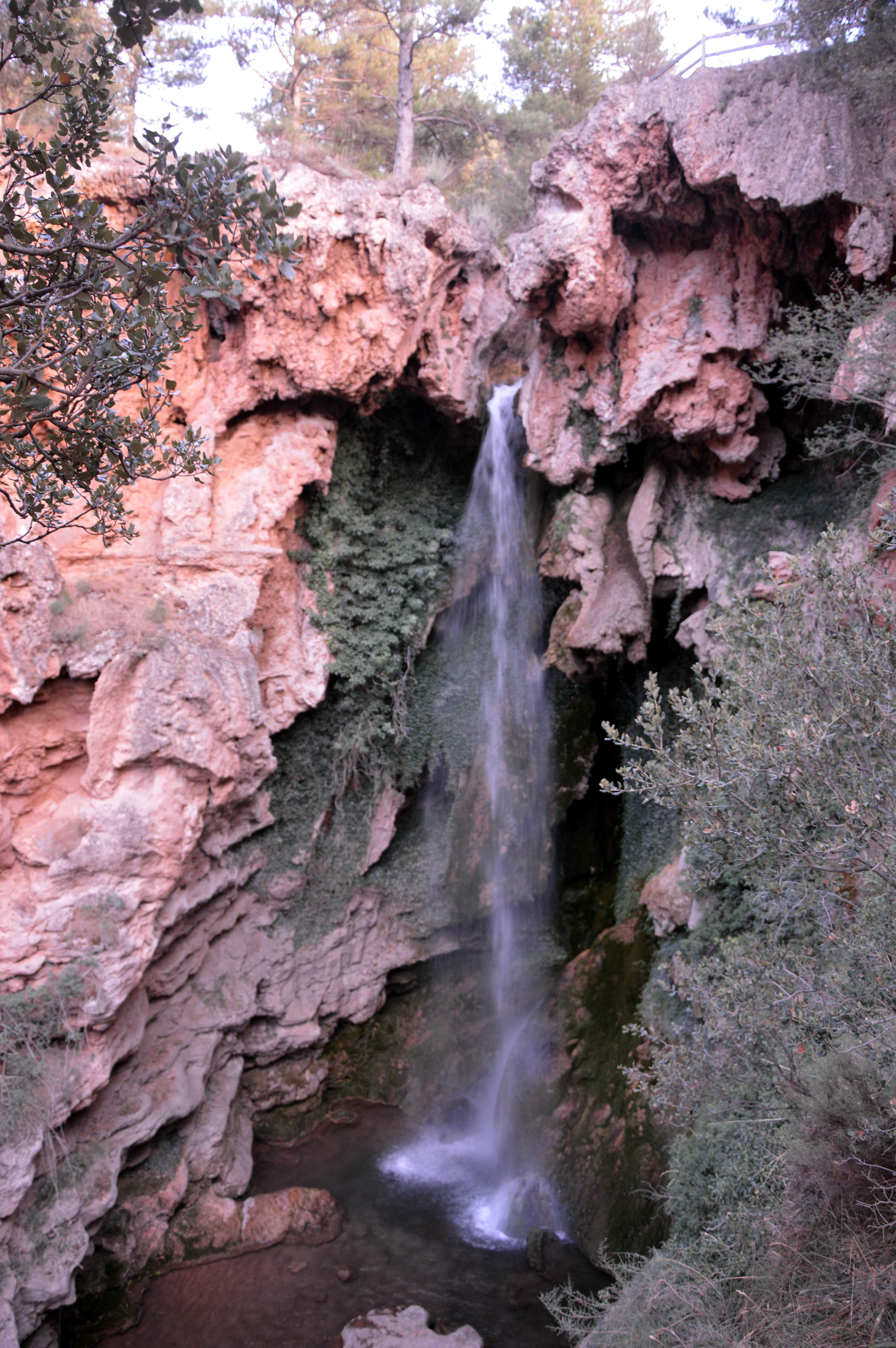
Paisaje fluvial en el paraje Los Amanaderos de Riodeva (Teruel), detalle del «Salto de las Yegüas» (2017).
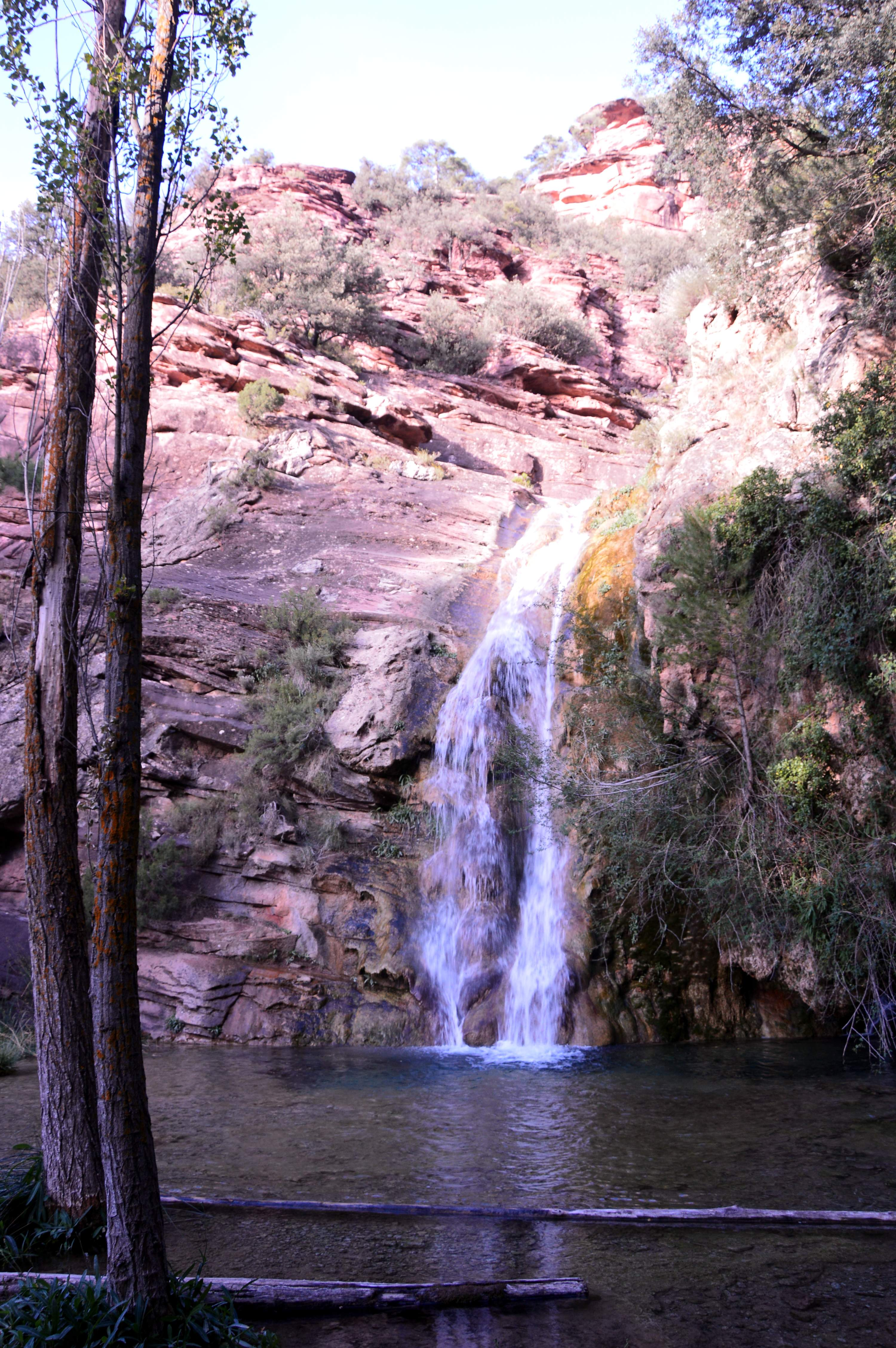
Paisaje fluvial en el paraje Los Amanaderos de Riodeva (Teruel), detalle de la «Cascada de las Ninfas» (2017).
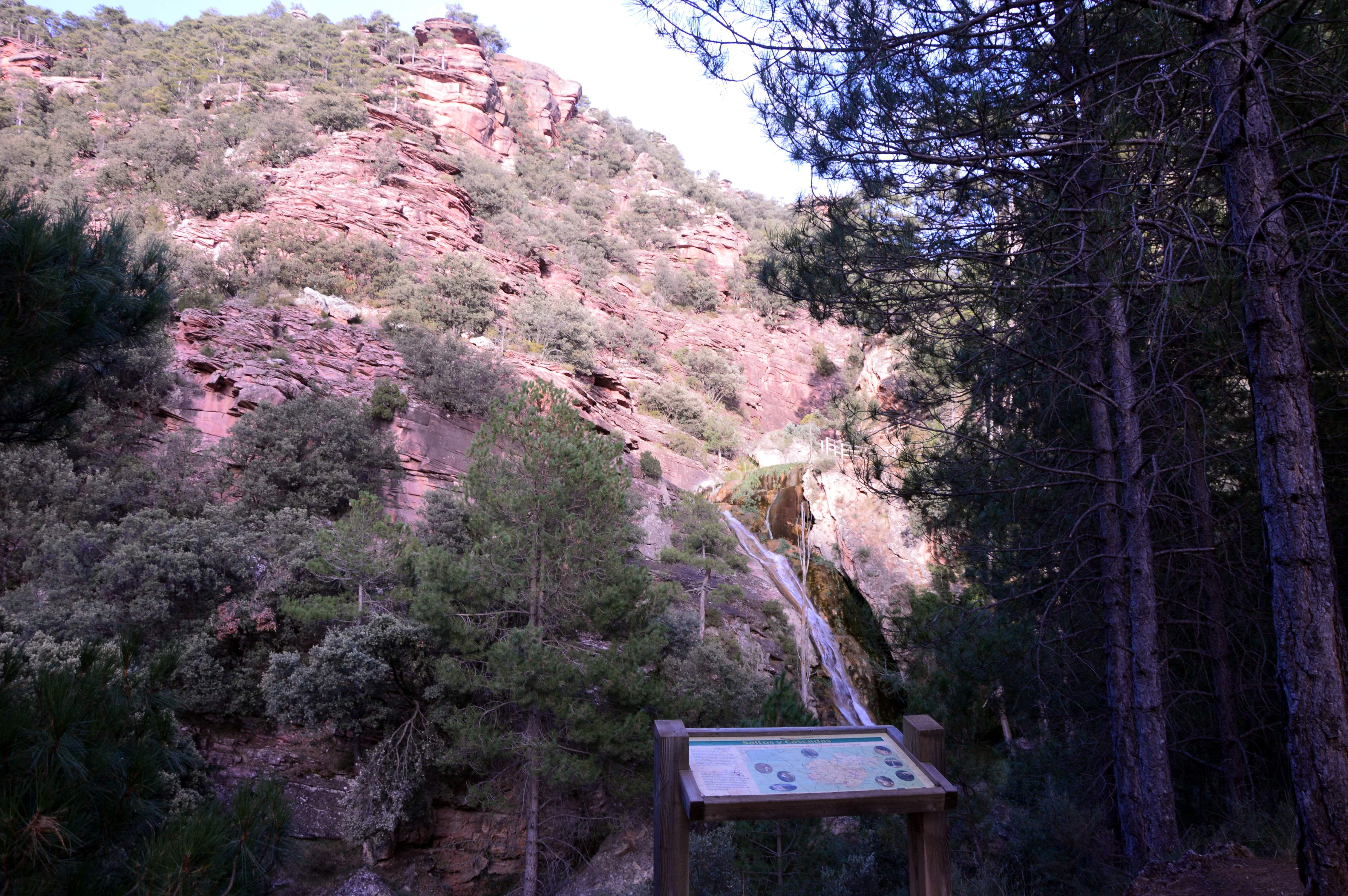
Paisaje fluvial en el paraje Los Amanaderos de Riodeva (Teruel), detalle de la «Cascada de las Ninfas» (2017).